# Norra Rörum
Norra Rörum è un'area urbana della Svezia situata nel comune di Höör, contea di Scania.
La popolazione rilevata nel censimento 2010 era di 204 abitanti.